# Денис Калінков
Денис Калінков (рум. Denis Calincov; нар. 15 вересня 1985, Кишинів, Молдавська РСР) — молдовський футболіст, нападник. Виступав за національну збірну Молдови.

## Клубна кар'єра
Футбольну кар'єру розпочав 2001 року в «Зімбру» з вищого дивізіону чемпіонату Молдови. У 2002 році підписав контракт з бельгійським «Андерлехтом». За перші два сезони не зіграв жодної гри, а в третьому сезоні відданий в оренду нідерландському «Геренвену». В Ередивізі дебютував 22 січня 2005 року в переможному (2:1) поєдинку проти «Ден Босха». Після завершення сезону 2004/05 років приєднався до «Гераклеса», який також грав в Ередивізі, також провів там сезон 2005/06 років. 5 листопада 2005 року в матчі проти АЗ Алкмар (2:2) відзначився своїм першим голом в Ередивізі.
У 2006 році перейшов до «Камбюра», який грав у Еерстедивізі. Потім виступав за молдовську команду «Академію-УТМ» (Кишинів), а в 2009 році перебрався в азербайджанський «Хазар-Ленкорань». У вище вказаному клубі провів сезон 2009/10 років, а потім повернувся до Молдови, де виступав за команди вищого дивізіону ЦСКА-Рапід (Кишинів), «Дачія» (Кишинів), «Рапід» (Гідігіч), «Академія-УТМ» (Кишинів), «Веріс» (Кишинів), «Тирасполь» і «Сперанца» (Ніспорени).
У 2016 році став гравцем друголігового «Спікула» (Кишинів).

## Кар'єра в збірній
Виступав за юнацькі та молодіжну збірну Естонії. Учасник чемпіонату Європи з футболу (U-17) 2002 року в Данії, де привернув до себе увагу декількох відомих європейських клубів. Молдова програла всі три матчі на турнірі, але Денис відзначився п'ятьма голами. У національній збірній Молдови дебютував 20 серпня 2003 року в товариському матчі проти Туреччини (0:2), а 10 червня 2009 року в матчі проти Білорусі (2:2) відзначився своїм першим голом у національній збірній. У 2003–2014 роках провів за національну команду 21 матч та відзначився 2-ма голами.

## Кар'єра тренера
Тренерський шлях розпочав у «Спікулі» (Кішкерень), а в 2020 році призначений головним тренером «Кодру» (Лозова).

## Голи за збірну
Рпхунок та результат збірної Естонії вказаний на першому місці.
| №  | Дата           | Місце                              | Суперник | Рахунок | Результат | Змагання                           |
| -- | -------------- | ---------------------------------- | -------- | ------- | --------- | ---------------------------------- |
| 1. | 10 червня 2009 | Міський стадіон, Борисов, Білорусь | Білорусь | 1–2     | 2–2       | Товариський матч                   |
| 2. | 10 жовтня 2009 | Рамат-Ган, Рамат-Ган, Ізраїль      | Ізраїль  | 1–3     | 1–3       | кваліфікація чемпіонату світу 2010 |